# Medellin Challenger 1995
Il Medellin Challenger 1995 è stato un torneo di tennis facente parte della categoria ATP Challenger Series nell'ambito dell'ATP Challenger Series 1995. Il torneo si è giocato a Medellin in Colombia dal 5 all'11 giugno 1995 su campi in terra rossa.

## Vincitori

### Singolare
Jérôme Golmard ha battuto in finale  Gustavo Kuerten con il punteggio di 6–3, 7–6

### Doppio
Wayne Black /  László Markovits hanno battuto in finale  Leander Paes /  Maurice Ruah con il punteggio di 7–5, 6–4